# Liste der Mitglieder des Coburger Landtags (2. Wahlperiode)
Diese Liste nennt die Mitglieder des Coburger Landtags in seiner 2. Wahlperiode (1828–1834).
Der zweite Landtag wurde 1828 gewählt und am 1. Juni 1828 eröffnet. Er bestand aus zehn Abgeordneten, nachdem zu den acht verbliebenen Abgeordneten noch Abgeordnete für die Ämter Sonnefeld und Königsberg hinzugekommen waren.
| Kurie              | Gebiet           | Name                                                            |
| ------------------ | ---------------- | --------------------------------------------------------------- |
| Rittergutsbesitzer | Herzogtum Coburg | Justizrat Albrecht Gottlieb Andreas Bergner                     |
| Rittergutsbesitzer | Herzogtum Coburg | Feldoberst Ernst August von Donop (bis 1829)                    |
| Rittergutsbesitzer | Herzogtum Coburg | Archivrat Johann Albrecht Fischer                               |
| Magistrat          | Coburg           | Polizeiinspektor Georg Friedrich Christian Eberhardt (bis 1829) |
| Magistrat          | Coburg           | Stadtkammerrat Christoph Friedrich Christian Keyßler (ab 1829)  |
| Bürgerschaft       | Coburg           | Hofadvokat Georg Bröhmer                                        |
| Amtsbezirk         | Coburg           | Amtsschultheiß Ehrhard Klug                                     |
| Amtsbezirk         | Neustadt         | Bürgermeister und Kaufmann Ludwig Holtzey                       |
| Amtsbezirk         | Rodach           | Kammergutspächter Nicol Flohrschütz                             |
| Amtsbezirk         | Sonnefeld        | Amtschultheiß Johann Stegner                                    |
| Amtsbezirk         | Königsberg       | Stadthauptmann Georg Jacob Sebaldt                              |

Ernst August von Donop wurde als Landtagsdirektor bestimmt. Am 19. März 1829 starb er und Albrecht Gottlieb Andreas Bergner wurde Landtagsdirektor. Landtagssekretär war bis 1829 Georg Friedrich Christian Eberhardt und dann Johann Albrecht Fischer.